# Мурашкин, Николай Николаевич
Мурашкин Николай Николаевич — российский врач-дерматовенеролог, Президент Общества детских дерматологов РФ. Руководитель НИИ детской дерматологии, заведующий отделением дерматологии с группой лазерной хирургии ФГАУ «Национальный медицинский исследовательский Центр Здоровья Детей» Минздрава России, профессор кафедры педиатрии и детской ревматологии Первого Московского государственного медицинского университета им. И. М. Сеченова (Сеченовский Университет), профессор кафедры дерматовенерологии и косметологии Федерального государственного бюджетного учреждения дополнительного профессионального образования «Центральная государственная медицинская академия» Управления делами Президента Российской Федерации, член правления Европейского общества детской дерматологии, эксперт DEBRA International, автор Федеральных клинических рекомендаций по специальности «Дерматовенерология», член редколлегии журналов «Вопросы современной педиатрии» и «Педиатрическая фармакология».

## Биография
Родился 3 сентября 1975 года в городе Сочи.
С 1999 по 2000 год — врач стационарного отделения ГУЗ «Клинический кожно-венерологический диспансер» департамента здравоохранения Краснодарского края.
С 2000 по 2014 — заведующий детским отделением ГУЗ «Клинический кожно-венерологический диспансер» департамента здравоохранения Краснодарского края.
С марта 2008 по 2011 — ассистент кафедры в Кубанском государственном медицинском университете на кафедре дерматовенерологии.
С 2015 по настоящее время — профессор кафедры дерматовенерологии и косметологии в Федеральном государственном бюджетном учреждении дополнительного профессионального образования «Центральная государственная медицинская академия» Управления делами Президента Российской Федерации.
С 2015 по настоящее время — Профессор кафедры педиатрии и детской ревматологии в Первом Московском государственном медицинском университете им. И. М. Сеченова (Сеченовский Университет).
С 2014 по настоящее время — заведующий отделением дерматологии с группой лазерной хирургии в ФГАУ «Национальный медицинский исследовательский Центр Здоровья Детей» Минздрава России.
С 2020 по настоящее время — Руководитель НИИ Дерматологии в ФГАУ «Национальный медицинский исследовательский Центр Здоровья Детей» Минздрава России.

## Научная деятельность
Кандидатская диссертация Н. Н. Мурашкина была посвящена разработке эффективного патогенетического метода терапии, направленного на коррекцию выявленных нарушений ангиогенеза у детей, страдающих псориазом. (2006 г.).
В докторской диссертации (2011 г.) были разработаны и внедрены в практику научно-обоснованные подходы к оптимизации специализированной лечебно-профилактической помощи детям, больным дерматозами с хроническим течением.
В 2016 году была выпущена книга по оказанию медицинской помощи детям с псориазом, данное издание содержит клинические рекомендации для педиатров по оказанию медицинской помощи детям с псориазом. Данные клинические рекомендации рассмотрены и утверждены на заседании Исполкома Союза педиатров России 1 июня 2016 г. (г. Москва). Книга предназначена практикующим педиатрам, дерматологам, а также студентам медицинских вузов.
В 2017 году был разработан и запатентован способ обследования детей с дистрофической формой врожденного буллезного эпидермолиза. Данное изобретение относится к медицине, а именно к педиатрии, и может быть использовано при обследовании и ведении детей с дистрофической формой буллезного эпидермолиза для своевременной диагностики пищевой аллергии.
В 2019 году было издано первое в России руководство для врачей под редакцией Мурашкина Н. Н., Намазовой-Барановой Л. С. о редком генетическом заболевании -Буллезный эпидермолиз.
В 2019 году основал Межрегиональную общественную организацию «Общество детских дерматологов» целью которого — объединение усилий специалистов в области дерматовенерологии и смежных отраслей медицины для совершенствования оказания медицинской помощи детям, страдающим дерматозами с хроническим течением.
В 2020 году совместно с А. А. Барановым, Л. С. Намазовой-Барановой и другими членами союза педиатров России были разработаны практические рекомендации и представлены современные сведения о патогенезе, клинических проявлениях, диагностике и лечении атопического дерматита.

## Научные труды
- Книга «Оказание медицинской помощи детям с псориазом». ISBN 978-5-906332-80-6. Год издания: 2016.
- Книга «Энциклопедия для родителей». ISBN 978-5-906332-72-1. Год издания: 2017.
- Патент «Способ обследования детей с дистрофической формой врожденного буллезного эпидермолиза». Патент на изобретение RU 2657542 C1. Номер заявки: 2017110925. Дата публикации: 14.06.2018.
- Книга «Буллезный эпидермолиз». ISBN 978-5-604-25776-0. Год издания: 2019.
- Книга «Атопический дерматит у детей». ISBN 978-5-604-25760-9. Год издания: 2020.
- Книга «Аллергология и иммунология». ISBN 978-5-604-25772-2. Год издания: 2020.
- Книга «Энциклопедия для родителей». ISBN 978-5-604-25775-3. Год издания: 2020.
- Книга «Методическое руководство по применению аминокислотных смесей». ISBN 978-5-604-25768-5. Год издания: 2020
- Книга «Методическое руководство по применению аминокислотных смесей». Союз педиатров России 2-е издание. ISBN 978-5-604-59535-0. Год издания: 2021.